# MidAtlantic Airways
MidAtlantic Airways est une compagnie aérienne régionale basée à l'Aéroport international de Pittsburgh à Findlay Township, Pennsylvanie, États-Unis,. C'est une filiale de US Airways qui exploite des avions de type Embraer 170, un avion à réaction de taille moyenne, sous la bannière US Airways Express. La compagnie cesse ses opérations le 27 mai 2006.

## Histoire
La compagnie aérienne se reforme à partir des restes de Potomac Air, une compagnie éphémère créée fin 2000. Elle commence ses vols en 2001 avec des de Havilland Canada Dash 8-200 de 37 places, basée à l'aéroport national Ronald-Reagan dans le Comté d'Arlington en Virginie, près de Washington D.C.. Potomac cesse ses opérations lors de la fermeture de Reagan National après les attentats du 11 septembre. US Airways reforme alors Potomac sous le nom de MidAtlantic au printemps 2002. MidAtlantic lance officiellement ses opérations le dimanche 4 avril 2004 avec un service depuis Pittsburgh.
Des vols en CRJ sont opérés par MidAtlantic dès 2002, mais ces avions sont ensuite transférés à la filiale de US Airways Group, PSA Airlines.
Le 9 février 2006, US Airways annonce une commande ferme de 25 Embraer 190, un cousin du 170. Cependant, contrairement au plus petit E-Jet, le 190 dispose d'une cabine de Première classe de 11 sièges et est exploité par des employés de la compagnie principale sous la bannière US Airways[réf. nécessaire]. Le 28 mai 2006, MidAtlantic cesse ses opérations.

## Destinations
En janvier 2006, MidAtlantic Airways dessert les destinations nationales suivantes : Albany, Atlanta, Baltimore, Boston, Burlington, Charleston, Chicago, Cleveland, Dallas/Fort Worth, Détroit, Fort Lauderdale, Hartford, Houston, Jacksonville, Kansas City, Key West, Manchester, Milwaukee, Nashville, New York, Orlando, Philadelphie, Pittsburgh, Portland, Providence, Raleigh/Durham, Rochester, Saint-Louis, et Washington, D.C..

## Flotte
En janvier 2005, la flotte de MidAtlantic Airways comprend :
- 25 Embraer 170
- 6 Bombardier CRJ700[7]
- En commande : 60 Embraer 170